# Pittosporum silamense
Pittosporum silamense là một loài thực vật thuộc họ Pittosporaceae. Đây là loài đặc hữu của Malaysia.